# Alekszandr Alekszandrovics Miszurkin
Alekszandr Alekszandrovics Miszurkin (oroszul:Александр Александрович Мисуркин) (Jersicsi, Szmolenszki terület, 1977. szeptember 23. –) orosz pilóta, űrhajós, alezredes.

## Életpálya
Érettségi után Katonai Repülő Intézetbe került (VVAUL). 1994-ben magasabb repülői képzettséget kitüntetéssel szerzett (VAI), mérnök-pilóta lett. 1999-től 2006-ig katonai szolgálata alatt volt pilóta, vezető pilóta, légi egység parancsnok. Rendszeresített repülőgépekkel 1060 órát töltött a levegőben. Elsajátította kiképző repülőgép L–39 vezetését, ejtőernyős oktató vizsgát szerzett. Minősített repülőmérnök.
2006. október 11-től részesült űrhajóskiképzésben, ISS mérnök-specialista. Aktív űrszolgálatot teljesít a Nemzetközi Űrállomáson (ISS). (Összesen 00 napot, 0 órát és 00 percet töltött a világűrben.)

## Űrrepülések
Szojuz TMA–08M, a 2013. március 28-án indított űrhajó fedélzeti mérnöke.

### Tartalék személyzet
Szojuz TMA–06M fedélzeti mérnök